# Samarske stijene
A Samarske stijene egy hegylánc Horvátországban, a Nagy-Kapela-hegységben.

## Fekvése
Mrkopaljtól 15 km-re délkeletre, a Bijele stijene hegyláncától, melytől a Crna draga választja el 2 km-re nyugatra, a Nagy-Kapela középső részén emelkedik. A természeti adottságok hasonlósága miatt gyakran Bijele és Samarske stijene néven hívják őket. Részben Tengermellék-Hegyvidék megye, részben Károlyváros megye területére esik. A Samarske stijene lábához a Jasenak-Mrkopalj makadámúton lehet eljutni, ahonnan csak 45 perc sétára van a csúcs. A Bijele stijene és a Samarske stijene 1175 hektár kiterjedésű együttesét 1985-ben természetvédelmi területté nyilvánították.

## Leírása
A Samarske stijene két hegycsoportból áll, egy északi és egy déli csoportból. Az északi csoport északnyugat-délkeleti irányban húzódik és magában foglalja a Samarske stijene legmagasabb csúcsát (1302 m). A csúcsok egy kissé alacsonyabb csoportja (1294 m), észak-déli irányban húzódik. Fehér kőzetei többnyire vastag rétegű mészkövekből és mészkőbreccsából épülnek fel. A jura, és kisebb mértékben a felső jura régebbi részének réteg nélküli gerincmészkövei. A sziklákat hófehér kéreg takarja, amelyet a karsztvidékre jellemző hosszan tartó exodinamikai folyamatok (a nap heve, víz, jég, hó, szél, gravitáció és organizmusok) alakítottak ki. Növény- és állatvilága megegyezik a Bijele stijene élővilágával. A mészkőtömbök sziklái körül sűrű fenyő-, luc- és bükkerdő nő. Az alpesi növényvilágnak számos képviselője van. A legismertebb havasi gyopár (Leontopodium alpinum), amely ahol megterem mindenhol védett. Nő még itt a sziklasás (Carex rupestris), az osztrák zergevirág (Doronicum austriacum), a havasi bérclapu (Adenostyles allariae), a havasi kakicsvirág (Cicerbita alpina), a havasi iringó (Eryngium alpinum), az alpesi liliom (lilium carniolicum) és számos más hegyi és erdei növény, páfrányok, mohák. A hegységben medvék, farkasok, hiúzok, rókák, vadászgörények, nyusztok és nyestek, borzok, pelék élnek. A madarak közül jellemző az alpesi feketerigó, a fenyőszajkó és az alpesi harkály. Rajtuk kívül velebiti gyíkok (Lacerta horvathi), fekete szalamandrák és kígyók (sárgászöld haragossikló, keresztes vipera), valamint mások is élnek.
1952-ben a zágrábi PDS „Velebit” hegymászó egyesület hegymászói itt építették fel a „Ratkovo sklonište” menedékházat. Horvátország egyik legimpozánsabb hegymászó menedékhelye egy sziklabarlangban található, amely természetes tetőként magasodik fölötte.